# Lucas Samaras
Lucas Samaras, in greco Λουκάς Σαμαράς (Kastoria, 14 settembre 1936 – New York, 7 marzo 2024) è stato uno scultore, fotografo e artista greco naturalizzato statunitense.

## Biografia
Il padre, commerciante di pellicce, si trasferì in America per affari nel 1939 e, in seguito all'occupazione della Grecia da parte delle potenze dell'Asse, non poté far ritorno in patria. Fu raggiunto dalla moglie e dal figlio nel 1948 a New York. Grazie ad una borsa di studio, frequentò la Rutgers University dove conobbe Allan Kaprow, che lo introdusse agli happenings e alle performances, cioè alle forme espressive d'arte strettamente legate all'ambiente circostante, e George Segal, per il quale posò per le sue sculture in gesso. I suoi studi proseguirono alla Columbia University in storia dell'arte con Meyer Schapiro.

La sua prima mostra a New York si tenne alla Reuben Gallery nel 1959 e fu grazie a tale mostra che conobbe Jim Dine, Red Grooms, Claes Oldenburg ed in seguito Robert Whitman.

Accadde nel 1961 che scoprì il suo interesse per le scatole di imballaggio che lo portarono poi nello stesso anno ad essere incluso nella prima mostra collettiva The Art of Assemblage al Museum of Modern Art di New York.

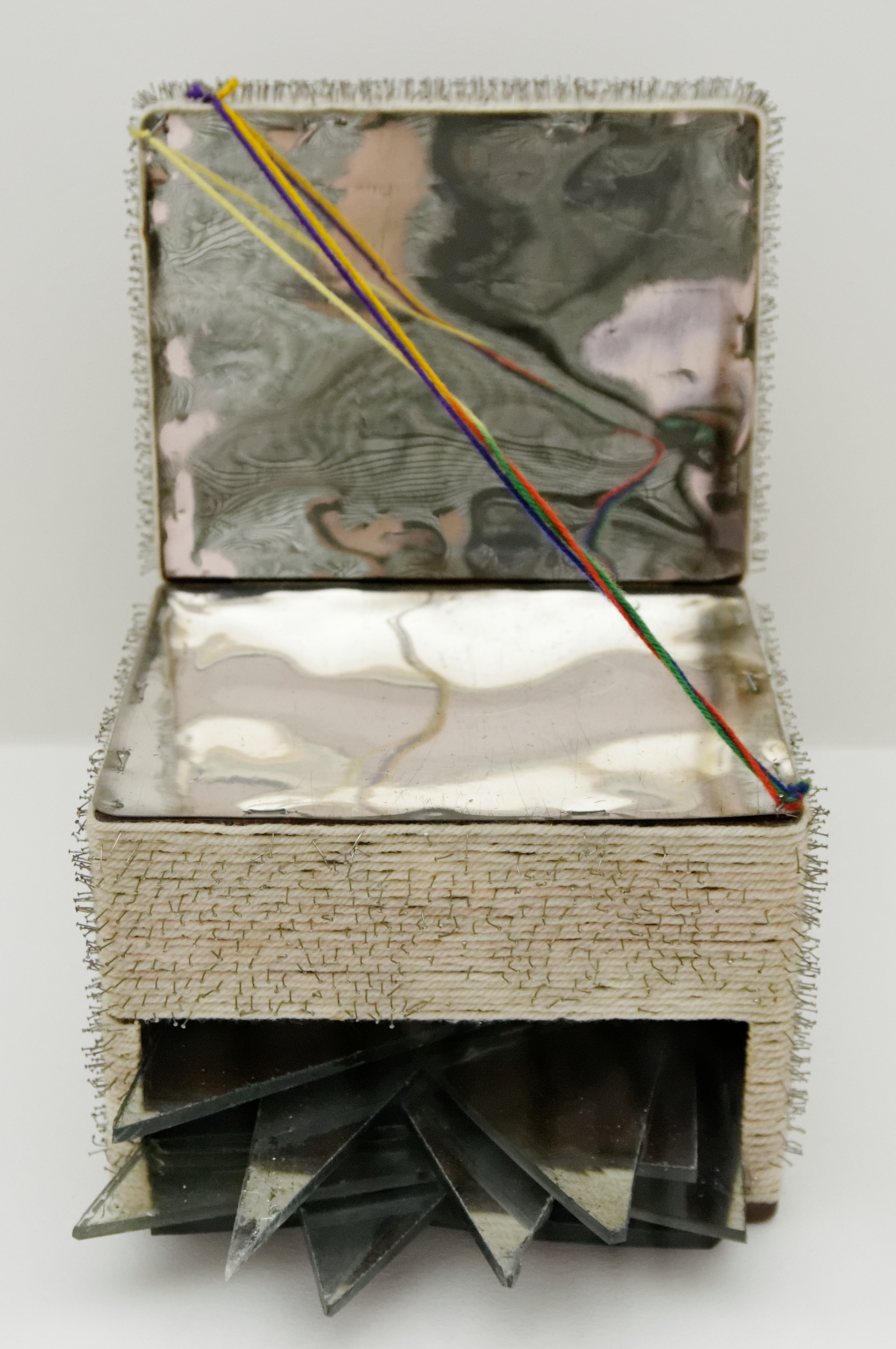
Scatola, 1963, presso la Tate Modern di Londra

Da quel momento iniziò a sperimentare vari tipi di assemblaggi con specchi, colori, scatole, materiali vari e a creare installazioni. Espose in vari musei e gallerie americane fino ad arrivare alla prima grande mostra personale al Museum of Modern Art di New York nel 1969.
Successivamente, tra il 1973 e il 1976, si dedicò alla fotografia ed in particolare a quella immediata Polaroid SX-70: il soggetto principale del suo lavoro fotografico fu l'immagine di sé stesso, quasi sempre distorta e mutilata. Le chiamò "Foto-trasformazioni" a causa delle manipolazioni delle fotografie attraverso l'uso innovativo dei materiali multimediali e i coloranti bagnati nella pellicola fotografica Polaroid, sfregando e grattando le superfici. Almeno due furono le tipologie principali di autoritratti di tali fotografie: quelli ambientati nelle stanze del suo appartamento ed i primi piani, alcuni di questi ultimi così inquietanti da essere addirittura raccapriccianti. Alcuni dei suoi lavori vennero talvolta accostati a Goya, Munch e Bacon per la forza e l'energia che essi sprigionavano. Da ricordare, inoltre, che la stessa Polaroid fornì a Samaras non solo la macchina fotografica, ma anche una enorme quantità di pellicole con cui sperimentare. Già conosciuto come artista visivo, pittore e scultore, nel 1969 iniziò a sperimentare la fotografia immediata..
Tra i numerosi workshop che si tennero nel corso di Venezia 79 la fotografia, Lucas Samaras fu presente con il suo corso inerente all'"Esplorazione interiore".
A partire dal 2002, quando acquistò una fotocamera digitale e, successivamente, attraverso l'uso di Photoshop, divenuto pratica integrante del suo procedimento artistico, produsse una serie caratterizzata da autoritratti distorti e composizioni psichedeliche.
Samaras rappresentò nel rispettivo Padiglione, la Grecia alla 53ª Esposizione Internazionale d'Arte, Biennale di Venezia del 2009, con la multi-installazione intitolata Paraxena.